# Símbolos de Bello (Antioquia)
Los Símbolos de Bello, son el emblema representativo de este municipio del departamento colombiano de Antioquia. La imagen de estos símbolos están representados por el escudo de armas de la ciudad de Bello; otro símbolo de la ciudad es la bandera municipal y el himno municipal.

## Escudo
El escudo de Bello está conformado por tres campos rodeados de un marco de plata con diez flores, en la parte superior está un cuartel y en la parte inferior dos cuarteles divididos, uno en gules y el otro sínople. El primero tiene un libro abierto con la leyenda Los sueños, del escritor Luciano Pulgar y un tintero con una pluma, el segundo una rueca y el tercero un arco.

## Bandera
La bandera de Bello consiste en tres franjas de colores azul, blanco y verde, con un triángulo chevrón de color rojo que se encuentra junto al asta que la sostiene.
Este es el significado de cada color de la bandera de Bello y son:
- La franja azul: representa el cielo, la justicia, el celo, la verdad, la lealtad, la claridad, la hermosura, la realeza, la majestad y la serenidad.
- La franja blanca: representa la paz, además de la franqueza, la entereza y la lealtad.
- La franja verde: representa la esperanza, la fe, el amor, la libertad y la fraternidad.
- El triángulo rojo: representa la sangre derramada por nuestros ancestros en la lucha en busca de la libertad.